# Silica, Rožňava
Silica este o comună slovacă, aflată în districtul Rožňava din regiunea Košice. Localitatea se află la altitudinea de 546 m deasupra n.m., se întinde pe o suprafață de 34,57 km2 și în 2017 număra 548 de locuitori.

## Istoric
Localitatea Silica este atestată documentar din 1340.

## Demografie
| An:                | 1994 | 2004   | 2014   | 2024   |
| ------------------ | ---- | ------ | ------ | ------ |
| Număr de persoane: | 638  | 582    | 553    | 519    |
| Diferență:         |      | −8,77% | −4,98% | −6,14% |

| An:                | 2023 | 2024   |
| ------------------ | ---- | ------ |
| Număr de persoane: | 527  | 519    |
| Diferență:         |      | −1,51% |